# حبيل الكور (السياني)

تعديل مصدري - تعديل

حبيل الكور هي إحدى قرى عزلة الأزارق بمديرية السياني التابعة لمحافظة إب،يسكنها قبيلة بني حماد وهي احدئ قبائل (بكيل) اليمنيه   
```
بلغ تعداد سكانها 981 نسمة حسب 
تعداد اليمن لعام 2004
 .
[
1
]
[
2
]
وسكانها قبيلة بني حماد وهي احدئ قبائل (بكيل)اليمنيه
```